# Publiekstheater
Het Publiekstheater was een toneelgezelschap uit Nederland in 1972 met de Stadsschouwburg Amsterdam als uitvalsbasis. Dit gezelschap begon onder leiding van Hans Croiset, wiens rol later werd overgenomen door Ton Lutz. In 1987 fuseerde het gezelschap met de Toneelgroep Centrum tot het nieuwe gezelschap Toneelgroep Amsterdam.

## Opzet van het gezelschap
Het gezelschap werd in 1972 opgericht na de perikelen rondom de toneelvernieuwing culminerend in de Aktie Tomaat. Op 22 september 1972 concludeerde de Amsterdamse Kunstraad dat er een andere invulling moest komen voor de Stadsschouwburg Amsterdam waar jarenlang de Nederlandse Comedie de hoofdbespeler was geweest. Acteur en regisseur Hans Croiset kreeg fiat om zijn plan om een nieuwe theatergroep te formeren die daar kon spelen op te richten.
Croiset begon met het formeren van een klein kerngezelschap en wilde vier theaterproducties per jaar gaan maken. Samen met het gezelschap ensceneerde hij het grote wereldrepertoire waarin een prominente rol werd gegeven aan onder meer de stukken van Bertolt Brecht en William Shakespeare voor een groot publiek. Opdracht was een repertoirekeus die aan moest haken op de toneelontwikkelingen van die tijd en die maatschappelijk herkenbaar en relevant dienden te zijn. 
Croiset formeerde een groep waarvan de kern bestond uit een aantal acteurs van de Nederlandse Comedie, waaronder Max Croiset, Sigrid Koetse en Jan Retèl aangevuld met een aantal spelers van een wat jongere generatie als Eric Schneider, Lou Landré en Petra Laseur.

## Verder verloop
Na een redelijk succesvol verlopen eerste seizoen ontstond in de jaren erna een hecht gezelschap dat in staat bleek veertien jaar lang in de Stadsschouwburg hoofdbespeler te blijven met een constant niveau van kwaliteitsproducties. In het tweede seizoen betrok Croiset Ton Lutz bij het gezelschap, eerst als gastregisseur en later ook als artistiek leider. Lutz en Croiset zouden in totaal samen acht jaar leiding geven aan de groep en hierna bleef Lutz artistiek leider tot zijn pensionering in 1987.

### Opvoering van Lucifer in 1979
In 1979 begon een traditie van nieuwe Vondelopvattingen toen het Publiekstheater een hertaalde versie van Lucifer speelde waaruit neerlandicus Guus Rekers 'alles wat wijdlopig of gedateerd was' geschrapt had. De voorstelling ontstond pas tijdens de repetities, want regisseur Hans Croiset had vooraf geen regieplan en zelfs geen rolverdeling. Ook die kwam na een aantal repetities tot stand, toen elke acteur twee rollen van zijn voorkeur kon opgeven. Croiset droeg er zorg voor dat de acteurs niet in een cadans zouden vervallen die de alexandrijnen tot een dreun of galm reduceerden. Zo bleven ze helder en natuurlijk klinken: 'er werd zichtbaar vanuit het begrip en de betekenis van de tekst gespeeld, waardoor iedere zin van Vondel opnieuw veroverd werd.'
Theatervormgever Frank Raven vervaardigde een open toneelruimte met de suggestie van verschillende niveaus, met het souffleurshok als de aarde, het toneel als een kruising tussen een wachtlokaal en een kantoor, met matglazen schuifdeuren die uitzicht gaven op een trap naar Gods onzichtbare residentie, vanwaar de aartsengelen Michaël, Rafaël en Gabriël afdaalden het toneel op. Bij het openen van de deuren klonken de Mariavespers van Monteverdi
In het repetitielokaal stonden nog metalen stellages van opnamen voor televisie, die de makers op het idee van trapezes brachten om het zweven der engelen uit te beelden. Tijdens de voorstelling haalden de spelers acrobatische toeren uit op schommels en touwladders. De kostuums van Herman van Elteren bestonden uit bolhoed met jacquet. Omdat Rekers Vondels engelen op clowns vond lijken, werden ze witgeschminkt, al deden ze regisseur Croiset denken aan Vladimir en Estragon uit Becketts Wachten op Godot. 
Volgens recensent Jac Heijer leken ze op 'ambtenaren van God', maar in combinatie met een Beckett-achtige boom werden zij ook wel als "Godot-mannetjes" herkend.' Alleen de hemelsblauwe voering van de jacquets en de stervormige knopen daaraan verwezen nog naar hun gedaante van engelen. Het premièrepubliek reageerde enthousiast en de productie trok volle zalen met opmerkelijk veel jong publiek.
De voorstelling leverde Siem Vroom een Arlecchino op voor beste mannelijke bijrol. De voorstelling werd voor televisie opgenomen en uitgezonden door de NCRV en de BRT.

## Opvolging
In 1987 fuseerde het gezelschap met de Toneelgroep Centrum tot het nieuwe gezelschap Toneelgroep Amsterdam.